# Sun Jun
Dans ce nom chinois, le nom de famille, Sun, précède le nom personnel.
Pour les articles homonymes, voir Sun.
Sun Jun (219-256), est un homme politique et général du royaume de Wu de la période des Trois Royaumes, membre du clan impérial des Sun. C'est un arrière-petit-fils de Sun Jing (孫靜), un des frères cadets de Sun Jian, et donc un lointain cousin de Sun Quan, le fils de Jian et fondateur du Wu.
Après la mort de Sun Jian, le trône du Wu revient à un jeune enfant sous tutelle. Jun réussit à évincer, puis éliminer physiquement, le tuteur et à devenir le régent de fait du royaume. L'essentiel de son action politique se résume à éliminer ses opposants et à conduire deux campagnes militaires contre le royaume de Wei, un rival du Wu, qui s'achèvent toutes les deux par des échecs sanglants. Il meurt en 256, alors qu'il était sur le point d'éliminer l'Empereur.

## Vie et carrière
Fils de Sun Cong (孫恭), Sun Jun nait en 219. Dans sa jeunesse, il se fait remarquer par son courage et sa détermination et vers la fin du règne de Sun Quan, il devient commandant de l'armée du palais et conseiller impérial et aura ainsi le titre de marquis. En 252, il apprend la mort de Sun Quan et l'accession au trône de Sun Liang, un jeune enfant qui règne sous la tutelle du général Zhuge Ke. Envieux de prendre le pouvoir, il envoie une lettre à Jianye, dans laquelle il revendique sa place à la Cour. On lui envoie alors Ke, qu'il prend en otage et utilise pour pénétrer au palais impérial.
Par la suite, il devient Premier Ministre et arrive à faire destituer Zhuge Ke. Il est élevé à la fonction de grand conseiller, nommé généralissime, commandant en chef de toutes les armées et dépositaire des enseignes. Libre de ses mouvements, il fait mettre au silence le Conseil Impérial et licencie de nombreux ministres, pour s'approprier leurs fonctions. Cependant, certains membres de la Cour refusent sa mainmise et décident de mettre un terme à son règne.
Le ministre Zhu Shen part rencontrer Zhuge Ke et lui propose de regagner clandestinement la Cour. Mais Zhuge Jin, le père de Ke, envoie une lettre à l'Empereur, car il craint pour la vie de son fils. Celle-ci est interceptée par Sun Jun, qui organise l'assassinat de l'ancien tuteur impérial, qui a lieu en octobre 253, lorsque celui-ci revient à Jianye. Sun Jun envoie alors à Zhuge Jin la tête de son fils et la lettre, ce qui pousse l'ancien ministre à se suicider.
Sun Jun devient alors, de facto, le nouveau maître du royaume et passe la plus grande partie de son temps à renvoyer la majorité des membres de la Cour Impériale. En 255, il répond à l'appel à l'aide de Guanqiu Jian et Wen Qin, qui se sont révoltés contre le Wei après s’être emparés de la ville de Souchun et envoie les généraux Lü Ju et Liu Zan. Jun prend personnellement la tête des troupes qui partent aider ces rebelles, mais ces derniers sont déjà écrasés lorsqu'il arrive sur place. Il bat en retraite et pendant son repli, il est attaqué par les troupes du Wei. Il ne s'en sort qu'au prix du sacrifice du général Liu Zan, un des artisans de la victoire contre le Wei lors de la bataille de Dongxing. En 256, il décide d'envoyer de nouveau Lü Ju et plusieurs  autres généraux tes que Zhu Yi en campagne contre les Wei, depuis Jiangdu en direction des bassins de la Huai et de la Si. Lors du dîner donné en l’honneur de ses généraux, Sun jun est exaspéré de voir Lü Ju à la tête de ses troupes en parfait ordre de marche et quitte le banquet. Dans la nuit, il rêve qu'il est attaqué par Zhuge Ke et meurt de peur, dit-on.